# Estação Kachirskaia (linha Kakhovskaia)
Kachirskaia (em russo:  Каширская) é uma estação terminal da linha Kakhovskaia (Linha 11) do Metro de Moscovo, na Rússia. A estação «Kachirskaia» está localizada após a «Varchavskaia».